# ناحیه هین‌تون، میشیگان
ناحیه هین‌تون (به انگلیسی: Hinton Township) یک منطقهٔ مسکونی در ایالات متحده آمریکا است که در شهرستان میکوستا، میشیگان واقع شده‌است.
 ناحیه هین‌تون ۹۲٫۶ کیلومتر مربع مساحت و ۱٬۰۳۵ نفر جمعیت دارد و ۳۰۲ متر بالاتر از سطح دریا واقع شده‌است.